# くしろ湿原ノロッコ号
くしろ湿原ノロッコ号（くしろしつげんノロッコごう）とは、北海道旅客鉄道（JR北海道）が釧網線釧路駅 - 塘路駅・川湯温泉駅間にて1989年（平成元年）6月24日から運行しているトロッコ列車（臨時列車）ノロッコ号の一つである。

## 概要

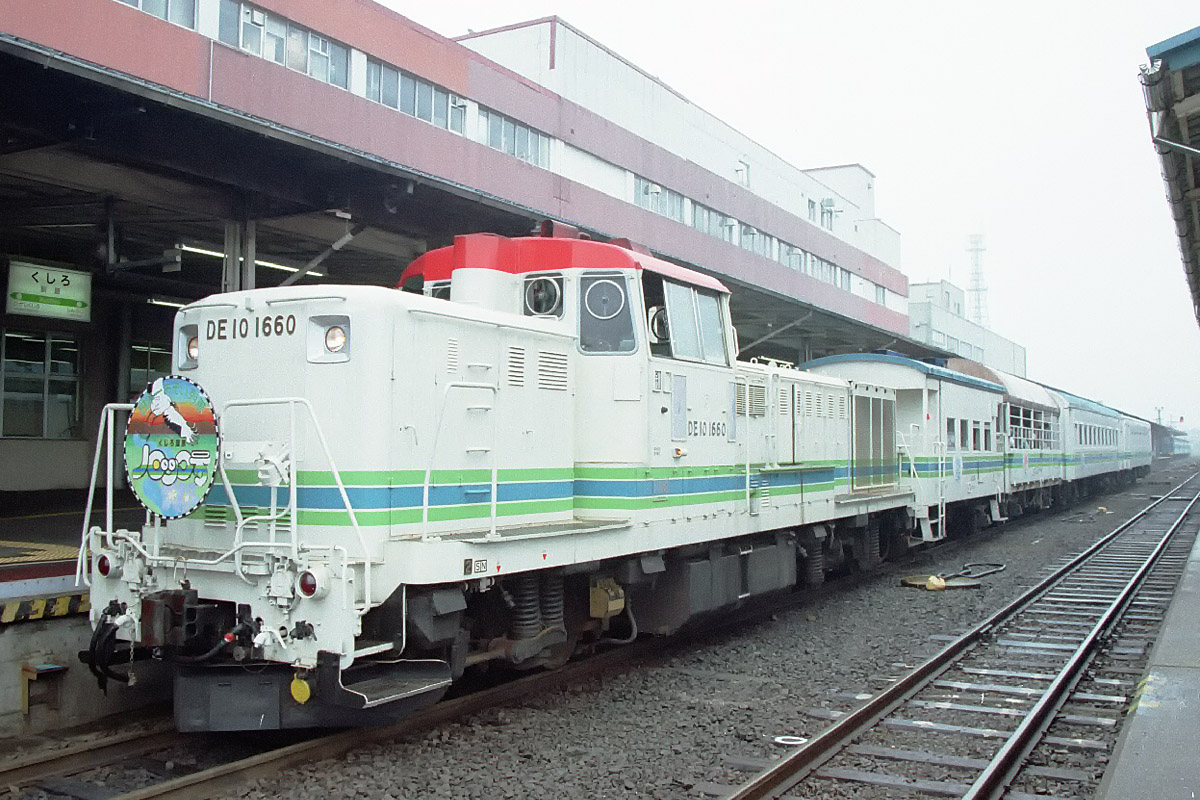
初代ノロッコ号編成(1997年7月23日)

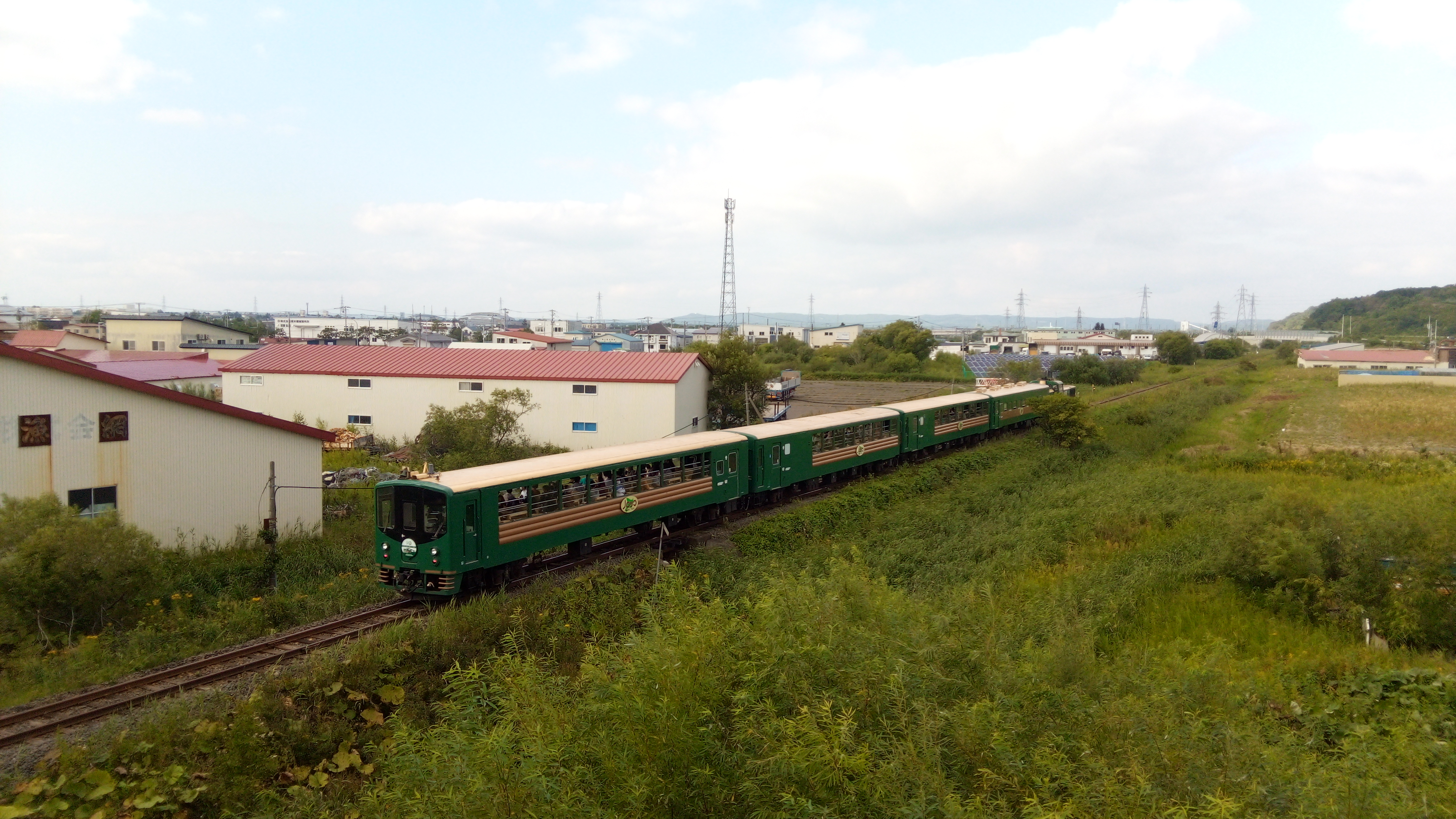
4両に減車されたノロッコ号

釧路湿原の国立公園指定を機に、1989年（平成元年）に登場した観光列車。かつては日本一遅い列車として人気を集め、現在は北海道を代表する観光列車ノロッコ号の内の一つとなっている。
釧路湿原をのんびりと走行しながら景色を楽しめる。春から秋にかけて、釧網線は釧路湿原に一部沿うように約1時間かけて走行する。車ではなかなか見られないような景色を望め、 蛇行する釧路川や、野生動物たちの姿も目の前に楽しめる。

## 歴史
- 1989年（平成元年）6月24日：釧路駅 - 塘路駅間で「くしろ湿原ノロッコ号」（客車3両編成）運転開始[新聞 1]。1日1往復。
- 1993年（平成5年）6月6日：新たに改装した客車1両が登場。客車が4両編成となる[新聞 3]。
- 1997年（平成9年）
  - 1月26日：第52回国民体育大会の一環で、1月29日までの4日間に冬期特別運転を実施。
  - 7月26日：7月31日までの期間、「涼風たそがれノロッコ号」運行開始[新聞 4]。
- 1998年（平成10年）
  - 5月1日：旧ノロッコ号お別れウィーク開始[新聞 5]。
  - 5月5日：旧型車両による運転を終了[新聞 5]。
  - 7月1日：新型車両（客車3両編成）による運転を開始[新聞 6]。1日4往復となる[新聞 7]。
  - 10月1日：塘路駅 - 川湯温泉駅間の延長運転を開始[新聞 8]。
- 1999年（平成11年）
  - 7月1日：9月末までの期間中、オハテフ510-2を増結開始。客車4両編成となる[2][新聞 9]。
  - 10月1日：釧路駅 - 川湯温泉駅間を「くしろ湿原紅葉ノロッコ号」として運転開始[新聞 10]。
- 2002年（平成14年）7月12日：7月13日までの2日間、蒸気機関車が牽引[新聞 11]。
- 2004年（平成16年）7月1日：車いす対応設備を装備したオハテフ500-51を増結し、客車5両編成となる[2][3]。
- 2005年（平成17年）10月31日：釧路駅 - 川湯温泉駅間の「くしろ湿原紅葉ノロッコ号」としての運転を終了[JR 1]。
- 2012年（平成24年）10月31日：この日をもって秋季の塘路駅 - 川湯温泉駅間の延長運転を終了[JR 2][JR 3]。
- 2016年（平成28年）：客車を4両に減車。
- 2017年（平成29年）：中国語の通訳・地元ネイチャーガイドによる観光案内を開始[4]。
- 2019年（令和元年）
  - 5月25日：運行開始30周年を記念し、約7年ぶりに塘路駅 - 川湯温泉駅間の延長運転が行われる[5]。
  - 6月1日：2号車にWi-Fiを試行的に設置[JR 4]。
- 2020年（令和2年）
  - 4月29日：運行開始が予定されていた[JR 5]が、新型コロナウイルス（COVID-19）の拡大の影響で、7月17日までの全列車が運休[JR 6]。
  - 7月18日：運行開始。乗客同士の間隔を空けるため、席数を4割程度減らして発売。車掌の制服が新しいものとなる[6][JR 7]。
  - 9月28日：「夕陽ノロッコ号」運行開始[JR 8]。
- 2026年度：老朽化のため運行終了予定、当初は2025年度に運行終了する予定であったが、2026年度春から運行開始予定であった観光列車の種車に腐食などがあり補修の必要が生じたため当列車の運行終了時期が1年延期となった[7][8]。

## 運行概況
主に、ゴールデンウィーク時期に釧路駅 - 塘路駅間を1日1往復、夏には同区間を1日2往復運行する。2008年（平成20年）8月13日には、累計乗車人数が100万人を突破し、2009年（平成21年）で運行20周年を迎えた。2016年（平成28年）からは客車が5両から4両に減車となった。
かつては毎年秋に塘路駅 - 川湯温泉駅間で延長運転が行われていたが、2012年（平成24年）10月31日以降行われていない。2019年（令和元年）からは、同年5月に運行開始30周年を記念して延長運転を行うなど、一部の日程で延長運転が行われるようになっている。
なお、ノロッコ号運行開始当初は時速30 km/h程度の低速運転を行い、「日本一遅い列車」として注目を集めていた。1998年（平成10年）に登場した新型車両は、同年6月の試運転で函館線札幌駅 - 小樽駅間を平均時速40km、最高時速70kmで走行し、翌年4月に「小樽ノロッコ号」として営業運転するなど、従来車両よりも高速で走行できるようになった。

### 停車駅
釧路駅 - 塘路駅間運転時
- 釧路駅 - 東釧路駅 - 釧路湿原駅 - 細岡駅 - 塘路駅

釧路駅 - 川湯温泉駅間運転時（2012年まで）
- 釧路駅 - 東釧路駅 - 遠矢駅 - 釧路湿原駅 - 細岡駅 - 塘路駅 - 茅沼駅 - 五十石駅 - 標茶駅 - 磯分内駅 - 南弟子屈駅 - 摩周駅 - 美留和駅 - 川湯温泉駅　
  - 標茶駅では、快速「しれとこ」との交換のため、停車時間が若干長くなっていた。

釧路駅 - 川湯温泉駅間運転時（2019年以降）
- 釧路駅 - 東釧路駅 - 釧路湿原駅 - 細岡駅 - 塘路駅 - 標茶駅 - 摩周駅 - 川湯温泉駅

### 使用車両
牽引機関車
- DE10 1660
- DE10 1661

ノロッコ号専用塗色となっている。機関車にはヘッドマークが取り付けられる。釧路湿原のラムサール条約登録40周年など、節目の年には特別なヘッドマークが取り付けられることもある。
過去に使用された牽引機関車
- C11形蒸気機関車 - 2002年（平成14年）7月に牽引した[新聞 11]。
- DE15 2527 - 2012年（平成24年）から2016年（平成28年）の間牽引した[13]。2016年3月31日付で廃車された[14]。

客車
50系客車を改造した客車4両編成である。1998年（平成10年）より使用を開始した2代目の車両である。編成内容は以下の通り。塘路・川湯温泉寄りが1号車。JR北海道苗穂工場で改造された。旧型車両と比べ窓枠を大きくし開放感を高めているほか、外装や座席にふんだんに木材を使用している。北海道の自然にマッチした緑色の塗装を施している。なお、この車両の形式名「オクハテ510」は、札幌市中央区に居住していた鉄道愛好家が命名したものである。
- 1号車：オハ510-1 ※自由席車。一方の客用扉が埋め込まれてはいるが、寸法の小さな二重窓やボックスシートなどに51形の特徴をよく残している。
- 2号車：オハテフ510-1
- 3号車：オハテフ500-51
- 4号車：オクハテ510-1

※機関車は塘路・川湯温泉方に位置しており、釧路方の先頭車両（オクハテ510-1）最前部には運転台が設けられている。釧路へ向かう時はオクハテ510から最後尾の機関車を制御して推進運転を行う、日本の鉄道史上でも数少ないプッシュプル列車である。
過去に使用された客車

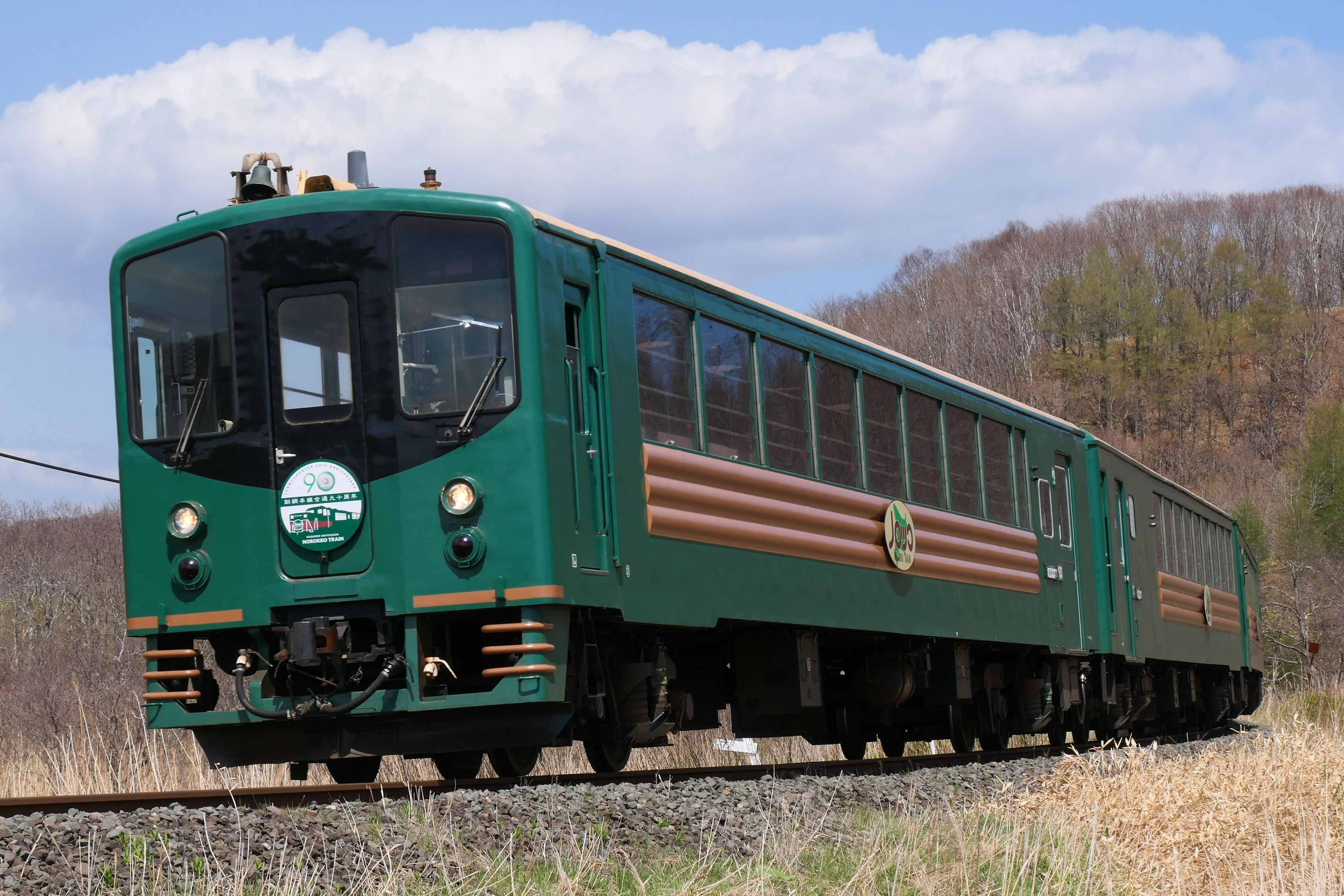
ノロッコ号に使用される50系客車
（2021年5月 細岡駅 - 釧路湿原駅間）

- スハフ42 2245 - スハフ42形客車の片側をカーペット座敷に改造した展望車[新聞 2]。
- トラ71422 - トラ70000形貨車を幌馬車風にしたオープン車両[新聞 2]。
- ヨ4350 - バンガロー風としたヨ3500形貨車[新聞 2]。

運行開始当初はこの3両が使用された。函館にて改造が行われた。雪氷や釧路湿原の川と緑をイメージした白地にグリーンとブルーのラインをあしらった塗装とした。機関車の赤はたんちょうを現した。1998年（平成10年）5月5日を最後に当列車の運用から離脱した。
- オハフ51 4 - 1993年（平成5年）より増結された。窓に向かった椅子を設け、グループで楽しめるよう工夫されていた[新聞 2]。1998年（平成10年）にオクハテ510-1に改造された。
- オハテフ510-2 - 1998年（平成10年）から2015年（平成27年）まで使用された。現在は富良野・美瑛ノロッコ号の客車として使用されている[17]。

### 担当車掌区
- 釧路運輸車両所

### 車内販売
2号車にあるカウンターにおいて乗車記念品や弁当、お土産品の車内販売を行っている。そのため、ワゴンサービスは行っていない。JR北海道が客室乗務員による車内販売を全廃した中、2022年（令和4年）現在でも車内販売が継続されている。

## 運行サービス
釧網線は釧路湿原を縦断するように線路が敷設されている。そのため、釧路川との接近や、岩保木水門を見ることができ、また、野生動物に出会うことがある。その際には列車を減速または停止させることがある。また、観光列車であるため、見どころでは車内アナウンスによるガイドが行われている。車内では記念の乗車証明書が配布される。

## その他の列車

### 涼風たそがれノロッコ号
1997年（平成9年）7月27日より運転を開始した臨時列車。夏季の夕方に、釧路駅 - 塘路駅間を1往復した。釧路駅を18時頃出発し、釧路湿原の風を満喫する列車であった。現在は運転されていない。

### くしろ湿原紅葉ノロッコ号
1999年（平成11年）10月1日より運転を開始した臨時列車。1998年（平成10年）10月に初めて運転された釧路駅 - 川湯温泉駅間の「くしろ湿原ノロッコ号」の名称を変更する形で登場した。10月1日から11月30日にかけて、通常のノロッコ号の運転を延長し、釧路駅 - 川湯温泉駅間で運転された。列車でしか入れない手つかずの大地や、色鮮やかな紅葉を楽しめる列車であった。2005年（平成17年）10月31日をもってこの名称での運行は終了し、翌年からは再び「くしろ湿原ノロッコ号」の名称で運行されるようになった。
なお、10月中の「くしろ湿原ノロッコ号」の運転について、2013年（平成25年）からは釧路駅 - 塘路駅を1日2往復するダイヤに変更された。さらに、2015年（平成27年）、2016年（平成28年）に相次いで列車の運行日数・本数が削減され、2019年（令和元年）時点では、10月のうち14日間、1日1往復運転されている。

### 夕陽ノロッコ号
2020年（令和2年）9月28日から運転を開始した臨時列車。釧路駅 - 塘路駅間を1往復する。下り列車が通常より遅い運行となり、日没の時間帯の釧路湿原を走行する。9月28日 - 30日の3日間運行された初年度は全列車がほぼ満席となるなど、大変好評であった。

## 利用状況
JR北海道釧路支社によると、近年の利用実績や運行実績は以下のとおりである。
| 年度                   | 乗車人員 （1日平均） （単位：人） | 乗車人員 （計） （単位：人） | 運転日数 （単位：日） | 備考                                                                                                 | 出典      |
| ---------------------- | --------------------------------- | ---------------------------- | --------------------- | --- | --------- |
| 2004年度（平成16年度） | 475                               | 81,100                       | 171                   | | [ JR 15 ] |
| 2005年度（平成17年度） | 580                               | 97,100                       | 167                   | | [ JR 15 ] |
| 2006年度（平成18年度） | 605                               | 101,650                      | 168                   | | [ JR 15 ] |
| 2007年度（平成19年度） | 645                               | 108,400                      | 168                   | | [ JR 15 ] |
| 2008年度（平成20年度） | 590                               | 100,100                      | 170                   | 原油高騰等の影響により、乗車人員が前年度比減少。また、2008年8月13日に、乗車人員累計100万人達成が発生 | [ JR 15 ] |
| 2009年度（平成21年度） | 553                               | 92,300                       | 167                   | | [ JR 18 ] |
| 2010年度（平成22年度） | 552                               | 91,650                       | 166                   | 特急列車との接続の見直し、無料体験乗車会の実施等により、乗車人員が前年度比増加                       | [ JR 19 ] |
| 2011年度（平成23年度） | 520                               | 91,050                       | 175                   | 2011年4月 - 7月の利用客減少が発生したことにより、乗車人員が前年度比減少                              | [ JR 20 ] |
| 2012年度（平成24年度） | 584                               | 102,250                      | 175                   | 東日本大震災の影響による旅行離れの回復、テレビ番組等のメディア露出等により、乗車人員が前年度比増加   | [ JR 21 ] |
| 2013年度（平成25年度） | 597                               | 105,590                      | 177                   | 道内外の団体客が前年度より増加したことにより、乗車人員が前年度比増加                                 | [ JR 22 ] |
| 2014年度（平成26年度） | 614                               | 108,760                      | 177                   | 道内外の団体客および海外客、釧路市への大型クルーズ船からの寄港客の利用により、乗車人員が前年度比増加 | [ JR 23 ] |
| 2015年度（平成27年度） | 696                               | 98,140                       | 141                   | | [ JR 24 ] |
| 2016年度（平成28年度） | 563                               | 59,692                       | 106                   | | [ JR 25 ] |
| 2017年度（平成29年度） | 590                               | 77,285                       | 132                   | | [ JR 25 ] |
| 2018年度（平成30年度） | 555                               | 67,698                       | 122                   | 台風や地震の影響による運休の増加が発生                                                               | [ JR 26 ] |
| 2019年度（令和元年度） | 611                               | 85,596                       | 140                   | | [ JR 27 ] |
| 2020年度（令和02年度） | 456                               | 16,424                       | 36                    | 新型コロナウイルス感染症（COVID-19）の影響により、運行日が前年度比大幅減少                           | [ JR 14 ] |

### JR北海道
1. 1 2  『秋の臨時列車のお知らせ（2005年）』（PDF）（プレスリリース）北海道旅客鉄道、2005年8月28日。オリジナルの2007年4月12日時点におけるアーカイブ。2020年7月13日閲覧。
2. 1 2  『秋の臨時列車のお知らせ（2012年）』（PDF）（プレスリリース）北海道旅客鉄道、2012年8月24日。オリジナルの2020年7月22日時点におけるアーカイブ。2020年8月4日閲覧。
3. 1 2  『秋の臨時列車のお知らせ（2013年）』（PDF）（プレスリリース）北海道旅客鉄道、2013年8月23日。オリジナルの2013年10月26日時点におけるアーカイブ。2020年7月13日閲覧。
4. ↑  “「くしろ湿原ノロッコ号」車内にWi-Fiサービスを試行的に提供します!” (PDF).   北海道旅客鉄道釧路支社 (2019年5月30日). 2019年7月7日時点のオリジナルよりアーカイブ。2020年7月13日閲覧。
5. ↑  『新型コロナウイルス感染賞の影響による5月末までの一部列車運転取り止めについて』（PDF）（プレスリリース）北海道旅客鉄道、2020年4月15日。オリジナルの2020年11月1日時点におけるアーカイブ。2020年12月12日閲覧。
6. ↑  『「夏の臨時列車」の運転計画について』（PDF）（プレスリリース）北海道旅客鉄道、2020年6月10日。オリジナルの2021年3月4日時点におけるアーカイブ。2021年3月4日閲覧。
7. ↑  『～美しく色づく森と水の楽園へ～ 「くしろ湿原ノロッコ号」における取り組みをお知らせします!』（PDF）（プレスリリース）北海道旅客鉄道釧路支社、2020年6月23日。2021年3月4日閲覧。
8. 1 2 3  『「夕陽ノロッコ号」運行における各種取り組みをお知らせします!』（PDF）（プレスリリース）北海道旅客鉄道釧路支社、2020年8月26日。オリジナルの2020年10月29日時点におけるアーカイブ。2021年3月4日閲覧。
9. ↑  『客室乗務員による車内サービスの終了について』（PDF）（プレスリリース）北海道旅客鉄道、2019年1月24日。オリジナルの2021年2月4日時点におけるアーカイブ。2021年3月4日閲覧。
10. ↑  『秋の臨時列車のお知らせ（2006年）』（PDF）（プレスリリース）北海道旅客鉄道、2006年8月24日。オリジナルの2007年1月21日時点におけるアーカイブ。2020年7月13日閲覧。
11. ↑  『秋の臨時列車のお知らせ（2015年）』（PDF）（プレスリリース）北海道旅客鉄道、2015年8月21日。オリジナルの2015年9月30日時点におけるアーカイブ。2020年7月13日閲覧。
12. ↑  『秋の臨時列車のお知らせ（2016年）』（PDF）（プレスリリース）北海道旅客鉄道、2016年8月24日。オリジナルの2016年9月9日時点におけるアーカイブ。2020年7月13日閲覧。
13. ↑  『秋の臨時列車のお知らせ（2019年）』（PDF）（プレスリリース）北海道旅客鉄道、2019年8月23日。オリジナルの2019年11月11日時点におけるアーカイブ。2020年7月13日閲覧。
14. 1 2  『2020年度「くしろ湿原ノロッコ号」のご利用状況について』（PDF）（プレスリリース）北海道旅客鉄道、2020年10月28日。オリジナルの2020年11月1日時点におけるアーカイブ。2020年12月12日閲覧。
15. 1 2 3 4 5  『「くしろ湿原ノロッコ号」乗車実績について』（PDF）（プレスリリース）北海道旅客鉄道釧路支社、2008年11月13日。オリジナルの2021年3月9日時点におけるアーカイブ。2021年3月4日閲覧。
16. ↑  『「くしろ湿原ノロッコ号」累計乗車人員100万人達成セレモニーの開催について』（PDF）（プレスリリース）北海道旅客鉄道釧路支社、2008年8月11日。オリジナルの2021年3月4日時点におけるアーカイブ。2021年3月4日閲覧。
17. ↑  『「くしろ湿原ノロッコ号」累計乗車100万人達成記念!! 無料体験乗車会の開催について』（PDF）（プレスリリース）北海道旅客鉄道釧路支社、2008年9月24日。オリジナルの2008年9月24日時点におけるアーカイブ。2021年3月4日閲覧。
18. ↑  『「くしろ湿原ノロッコ号」乗車実績について』（PDF）（プレスリリース）北海道旅客鉄道釧路支社、2009年10月30日。オリジナルの2019年11月12日時点におけるアーカイブ。2021年3月4日閲覧。
19. ↑  『「くしろ湿原ノロッコ号」乗車実績について』（PDF）（プレスリリース）北海道旅客鉄道釧路支社、2010年10月28日。オリジナルの2019年11月12日時点におけるアーカイブ。2021年3月4日閲覧。
20. ↑  『平成23年度「くしろ湿原ノロッコ号」ご利用状況について』（PDF）（プレスリリース）北海道旅客鉄道釧路支社、2011年11月2日。オリジナルの2021年3月9日時点におけるアーカイブ。2021年3月4日閲覧。
21. ↑  『平成24年度「くしろ湿原ノロッコ号」ご利用状況について』（PDF）（プレスリリース）北海道旅客鉄道釧路支社、2012年11月5日。オリジナルの2021年3月4日時点におけるアーカイブ。2021年3月4日閲覧。
22. ↑  『平成25年度「くしろ湿原ノロッコ号」ご利用状況について』（PDF）（プレスリリース）北海道旅客鉄道釧路支社、2013年11月12日。オリジナルの2021年3月4日時点におけるアーカイブ。2021年3月4日閲覧。
23. ↑  『平成26年度「くしろ湿原ノロッコ号」ご利用状況について』（PDF）（プレスリリース）北海道旅客鉄道釧路支社、2014年11月11日。オリジナルの2021年3月9日時点におけるアーカイブ。2021年3月4日閲覧。
24. ↑  『平成27年度「くしろ湿原ノロッコ号」ご利用状況について』（PDF）（プレスリリース）北海道旅客鉄道釧路支社、2015年11月5日。オリジナルの2021年3月4日時点におけるアーカイブ。2021年3月4日閲覧。
25. 1 2  『平成29年度「くしろ湿原ノロッコ号」ご利用状況について』（PDF）（プレスリリース）北海道旅客鉄道釧路支社、2017年12月11日。オリジナルの2019年11月11日時点におけるアーカイブ。2021年3月4日閲覧。
26. ↑  『2018年度「くしろ湿原ノロッコ号」ご利用状況について』（PDF）（プレスリリース）北海道旅客鉄道釧路支社、2018年10月19日。オリジナルの2018年12月15日時点におけるアーカイブ。2021年3月4日閲覧。
27. ↑  『2019年度「くしろ湿原ノロッコ号」ご利用状況について』（PDF）（プレスリリース）北海道旅客鉄道釧路支社、2019年10月18日。オリジナルの2019年11月11日時点におけるアーカイブ。2021年3月4日閲覧。

### 新聞記事
1. 1 2  「日本一のノンビリ列車「ノロッコ号」が試運転 JR釧網線（青鉛筆）」『朝日新聞』朝日新聞社、1989年6月23日、東京朝刊、31面。
2. 1 2 3 4 5 6 7  “今日の話題　ノロッコ号”. 北海道新聞. (1993年6月2日)
3. ↑  “列車で楽しむ春の釧路湿原　ノロッコ号試乗会”. 北海道新聞. (1993年4月29日)
4. 1 2  “ノロッコ号で湿原の風満喫　夕方の運行開始”. 北海道新聞. (1997年7月27日)
5. 1 2  “トロッコ列車「ノロッコ号」”. 北海道新聞. (1998年4月22日)
6. ↑  “JR7社14年のあゆみ”. 交通新聞 (交通新聞社):  p. 9. (2001年4月2日)
7. 1 2  “ノロッコ号　木目調に新装へ　来年6月、お披露目”. 北海道新聞. (1997年11月26日)
8. ↑  “ノロッコ号の運転　川湯温泉まで延長　来月から2ヵ月間”. 北海道新聞. (1998年9月19日)
9. ↑  “ノロッコ号に乗り釧路湿原見よう　29日から運行”. 北海道新聞. (1999年4月21日)
10. 1 2  “紅葉楽しむノロッコ号　釧路ー川湯温泉　1日から”. 北海道新聞. (1999年9月29日)
11. 1 2  “耳寄りな話　夏の釧路湿原をSLで”. 北海道新聞. (2002年6月26日)
12. ↑  “のんびり流氷見物　時速30キロのノロッコ号　来月から斜里ー網走間運行”. 北海道新聞. (1990年1月11日)
13. ↑  “春の小樽へ　のんびり列車　JR「ノロッコ号」道央圏では初登場　札幌発　来月、11日間の限定”. 北海道新聞. (1999年3月17日)
14. ↑  “鉄道ファン　札幌の故富樫さん追悼列車　思い出乗せて「とがし号」走る　JR札幌ー余市間”. 北海道新聞. (2008年11月11日)